# برو سيستو 1913
برو سيستو 1913 (بالإيطالية: Pro Sesto 1913)‏ هو نادي كرة قدم إيطالي مقره في سستو سان جوفاني، لومباردي.